# Ptilophora
Genre
Le genre Ptilophora regroupe des lépidoptères (papillons) de nuit de la famille des Notodontidae.

## Liste des espèces
- Ptilophora jezoensis (Matsumura, 1920).
- Ptilophora plumigera (Denis & Schiffermüller, 1775) — Porte-plume ou Bombyx plumet.